# Richard England (militaire)
Pour les articles homonymes, voir Richard England et England.
Richard England, né à Détroit en 1793, mort à Titchfield le 19 janvier 1883, est un général britannique. Pendant les guerres napoléoniennes, il combat à Walcheren, en Sicile et à Waterloo avant de commander des troupes pendant la guerre de Crimée et en Inde.